# Häverö-Edebo församling
Häverö-Edebo församling är en församling i Upplands södra kontrakt i Uppsala stift. Församlingen ligger i Norrtälje kommun i Stockholms län och ingår i pastoratet Roslagens västra pastorat.

## Administrativ historik
Församlingen bildades 2010 genom sammanslagning av Edebo församling och Häverö-Singö församling och fick då namnet Häverö-Edebo-Singö församling. 2018 bröts delen Singö ut till Väddö församling och namnet ändrades till det nuvarande. Från 2018 upphörde också det egna pastoratet och församlingen ingår sedan dess i Roslagens västra pastorat.

## Kyrkor
- Häverö kyrka
- Edebo kyrka
- Hallstaviks kyrka